# Alessandro Cagno

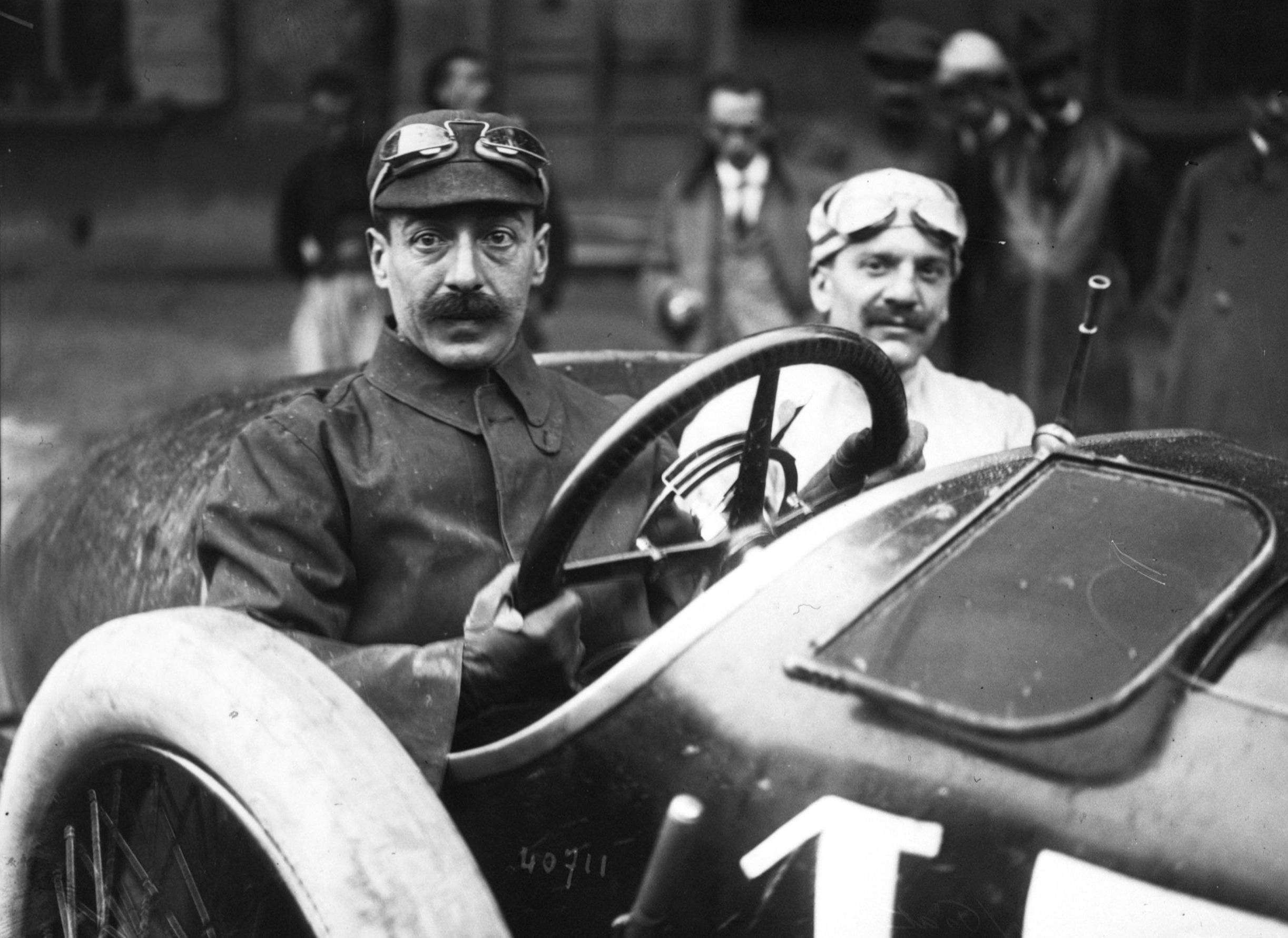
Alessandro Cagno i el seu mecànic el 1914

Alessandro Cagno, també conegut com a Sandrin (Torí, 2 de maig de 1883 – Torí, 23 de desembre de 1971) va ser un pilot automòbil i pioner de l'aviació piemontès. Alessandro Cagno va nàixer en una família d'origen modest. Quan tenia 13 anys començà a treballar com a aprenent al taller "Storero", una fàbrica torinesa important que feia carruatges, òmnibusos i bicicletes i que, al tombant del segle, havia engegat la producció de tricicles de motor, amb llicència de la companyia alemanya Daimler, que es deien "Phoenix". Ben aviat manifestà molta traça i passió per la mecànica i així en Luigi Storero el va triar per a ser el seu mecànic durant les primeres competicions que s'organitzaren per als vehicles motoritzats. Començà la seva primera cursa a l'edat de 18 anys i acabà segon placing al circuit belga de la regió de les Ardenes el 1902.